# Malligasta

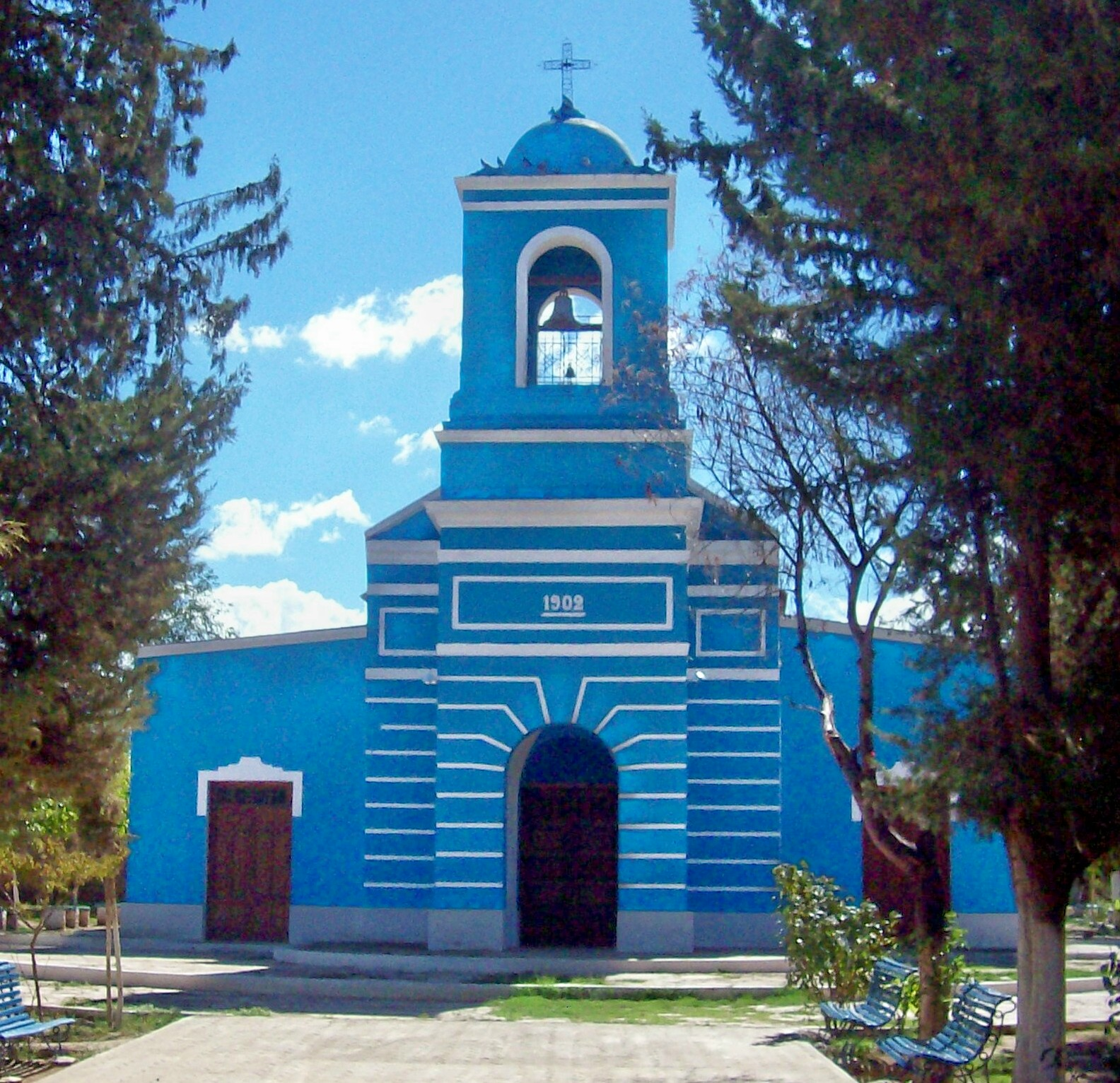
Igreja da cidade

Malligasta é um município da província de La Rioja na região noroeste da Argentina.